# Rag Doll Kung Fu
Rag Doll Kung Fu es un videojuego de lucha creado principalmente por el artista Mark Healey mientras trabajaba para Lionhead Studios, junto con otros empleados de Lionhead, como David Smith y Alex Evans. Rag Doll Kung Fu está disponible en la plataforma de distribución de contenido Steam de Valve Corporation. Es el primer juego publicado por terceros en ser lanzado en Steam. Una versión actualizada, llamada Rag Doll Kung Fu: Fists of Plastic, se puso a disposición para su descarga en PlayStation Network para PlayStation 3 el 9 de abril de 2009.

## Jugabilidad
El juego incluye marionetas de hilo que permiten un control total sobre sus manos, brazos y demás. El juego se juega con el ratón. También se ha añadido al juego una función multijugador en línea.

## Desarrollo
El proyecto se anunció durante una entrevista con Mark Healey por LHTimes. En la entrevista, Healey explicó que el juego comenzó después de que él y algunos amigos hicieran una película de kung fu de 50 libras, y Healey sintió que debería haber un juego que acompañara a la película. Healey creó un sitio dedicado a Rag Doll Kung Fu en el servidor de Lionhead Studios. A finales de 2005, Healey, David Smith y Alex Evans dejaron Lionhead Studios para formar Media Molecule.
Rag Doll Kung Fu fue nominado en los premios Develop de 2006 por "Nueva propiedad intelectual para PC" e "Innovación". También ha sido nominado en los premios a la innovación en los juegos de GameShadow de 2006.